# Soardijävri
Soardijävri är en sjö vid finsk-ryska gränsen. Den finländska delen ligger i kommunen Enare i landskapet Lappland i Finland. Arean är 46 hektar och strandlinjen är 7,72 kilometer lång. Sjön  ingår i Pasvik älvs huvudavrinningsområde.   Den ligger omkring 290 kilometer norr om Rovaniemi och omkring 980 kilometer norr om Helsingfors. 